# سیارک ۸۱۶۳
سیارک ۸۱۶۳ (به انگلیسی: 8163 Ishizaki، نامگذاری:1990UF2) هشت هزار و صد و شصت و سومین سیارک کشف شده‌است که در ۲۷ اکتبر ۱۹۹۰ کشف شد.
قدر مطلق سیارک برابر ۱۴٫۳۰ است.